# Metopilio ornatipes
Metopilio ornatipes is een hooiwagen uit de familie Sclerosomatidae.